# Dompierre (Fribourg)
Dompierre (Fribourg) is een voormalige gemeente in het district Broye van het kanton Fribourg in Zwitserland. In 2016 is de gemeente met de andere gemeenten Domdidier, Léchelles en Russy tot de nieuwe gemeente Belmont-Broye.

## Geografie
De buurgemeenten in kanton Fribourg zijn Domdidier en Russy. De oppervlakte van de gemeente bedraagt 4,45 km².
- Hoogste punt: 494 m
- Laagste punt: 435 m

## Bevolking
De gemeente heeft 616 inwoners (2003). De meerderheid in Dompierre is Franstalig (95%, 2000) en Rooms-Katholiek (77%).

## Economie
69% van de werkzame bevolking werkt in de primaire sector (landbouw en veeteelt), 9% in de secundaire sector (industrie), 22% in de tertiaire sector (dienstverlening).

## Geschiedenis
Vanaf 1267 behoorde het gebied bij de heren van Montagny, vanaf 1405 de graaf van Savoien en vanaf 1478 behoorde het bij Fribourg als deel van het district Montagny. Vanaf 1798 was het deel van het district Avenches. Vanaf 1803 bij district Montagny en vanaf 1830 tot 1848 tot het district Dompierre. Vanaf 1848 is het deel van het district Broye.